# Vogtsburg
Vogtsburg es una pequeña ciudad en el extremo noroeste del distrito de Brisgovia-Alta Selva Negra en el suroeste de Baden-Württemberg, Alemania.
A 31 de diciembre de 2015 tiene 5888 habitantes.

## Geografía

### Ubicación geográfica
Los pueblos del municipio, con la sola excepción de Burkheim, están ubicados en valles estrechos del Kaiserstuhl.

### Municipios vecinos
- Artzenheim (Alsacia)
- Bahlingen
- Baltzenheim (Alsacia)
- Bötzingen
- Breisach
- Eichstetten
- Endingen
- Ihringen
- Sasbach

## Estructura municipal
El municipio consiste de nueve pueblos. Ya antes de la fusión Oberrotweil (Alta Rotweil) y Niederrotweil (Baja Rotweil) formaron un solo municipio. La pequeña aldea con el nombre originario Vogtsburg pertenece a Oberbergen. Esta es la razón para que el municipio consiste de nueve pueblos geográficos, pero solo de siete unidades administrativas.

### Escudos de los pueblos
|           |
| Achkarren |

|            |
| Bickensohl |

|               |
| Bischoffingen |

|          |
| Burkheim |

|            |
| Oberbergen |

|             |
| Oberrotweil |

|            |
| Schelingen |

### Vistas aéreas de los pueblos
|           |
| Achkarren |

|            |
| Bickensohl |

|               |
| Bischoffingen |

|          |
| Burkheim |

|            |
| Oberbergen |

|             |
| Oberrotweil |

|               |
| Niederrotweil |

|            |
| Schelingen |

|                             |
| Vogtsburg, dador del nombre |

## Hermanamiento
- Sigolsheim, Alsacia[23]